# Poker en 1988
Cet article résume les événements liés au monde du poker en 1988.

## Tournois majeurs

### World Series of Poker 1988
Johnny Chan remporte le Main Event, devenant le quatrième joueur, après Johnny Moss, Doyle Brunson et Stu Ungar, à le remporter deux années de suite.

### Super Bowl of Poker 1988
Stu Ungar remporte le Main Event, devenant le premier joueur à le remporter une deuxième fois.

## Poker Hall of Fame
Doyle Brunson et Jack Straus sont intronisés.

## Décès
- 17 août : Jack Straus (né le 16 juin 1930)